# 蒂莫泰乌什·卡尔波维奇

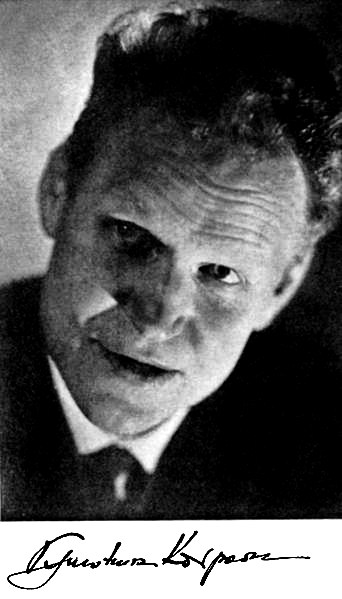

蒂莫泰乌什·卡尔波维奇（波蘭語：Tymoteusz Karpowicz，1921年12月15日—2005年6月29日），波兰诗人，出生于维尔纽斯，曾为伊利诺伊大学芝加哥分校教授。2005年在伊利诺伊州奥克帕克去世。